# Júpiter Comic
Júpiter Comic (anteriormente conocido como Júpiter) fue un canal de televisión por suscripción de origen argentino dedicado las 24 horas a la comedia y el humor en español.

## Historia
El canal se lanzó en 1991 bajo el nombre Júpiter, de la mano de Imagen Satelital del empresario argentino Alberto González. Su programación se enfocaba en la emisión de series, películas y animaciones de comedia internacionales, clásicas y modernas las 24 horas.
En 1997, Júpiter Comic pasó a formar parte del portafolio de canales de Cisneros Television Group (que luego pasaría a llamarse Claxson Interactive Group al fusionarse con Ibero American Media Partners y el portal El Sitio) debido a la compra de Imagen Satelital por parte de esta. Ese mismo año, se planeó expandirlo a todo Latinoamérica, pero el plan no se concretó, el canal emitía para todo el Cono Sur.
El canal cesó sus emisiones en diciembre de 2001 para dar espacio a la recién adquirida versión local de Fashion TV. Gran parte de su programación fue trasladada al canal Uniseries y en menor medida a I.Sat.

## Programación

### Bloques
El canal tenía varios segmentos temáticos de películas y shows de comediantes:
- Cine comicolor
- De Europa con Humor
- Humor Hit
- Queridos Cómicos
- Son risas de sábado a la noche

### Series
Algunas de las series y programas transmitidos en el canal:
- ¡Ah qué Kiko!
- A la cama con Porcel
- ALF
- Aquí hay negocio
- Becker
- Blanco y negro
- Colección Cantinflas
- Cheers
- Chespirito
- Cheverísimo
- Chooof!
- Corazón en llamas
- Conserjes
- Cybill
- Detective de señoras
- El Chapulín Colorado
- El groncho y la dama
- El hombre del doblaje
- El show de Benny Hill
- El show de los Muppets
- El show de la Pantera Rosa
- El submarino rosa
- Eva y Adán, agencia matrimonial
- Farmacia de guardia
- Frasier
- Fuera de control
- Gatos en el tejado
- Habitación 503
- Hermana Hermana
- Hostal Royal Manzanares
- Jerry Lewis presenta...
- La delgada línea azul
- La extraña pareja
- La familia Addams
- La familia Cañete
- La familia del Zoo
- Las chicas de hoy en día
- Las comedias de Darío Vittori
- Las despistadas
- Las Mamis
- Las travesuras de Tristán
- Laverne y Shirley
- Locademia de policía
- Lleno, por favor
- Los Beverly ricos
- Los cuentos de ALF
- Los Dukes de Hazzard
- Los gemelos Edison
- Los Roper
- Makinavaja
- Médico de familia
- Mi marciano favorito
- Mi profesor Favorito
- Mork y Mindy
- Mr. Bean
- Mr Ed
- Paso a paso
- Pepa y Pepe
- Perfectos desconocidos
- Los millonarios
- Roseanne
- Sabrina, la brujita
- Super Agente 86
- Supermercado '99
- Tercera planta, inspección fiscal
- The Cosby Show
- Tres son multitud
- Throb
- Todos los hombres sois iguales
- Tres x tres
- Vecinos
- Verano azul
- Vida de perro
- Villa Rosaura
- Villarriba y Villabajo
- Webster
- WKRP en Cincinnati
- Yo amo a Lucy

## Eslogánes
- 1991-2001: De buen humor las 24 hs